# Oxyethira michiganensis
Oxyethira michiganensis är en nattsländeart som beskrevs av Martin E. Mosely 1934. Oxyethira michiganensis ingår i släktet Oxyethira och familjen smånattsländor. Inga underarter finns listade i Catalogue of Life.